# XL Liceum Ogólnokształcące z Oddziałami Dwujęzycznymi im. Stefana Żeromskiego w Warszawie

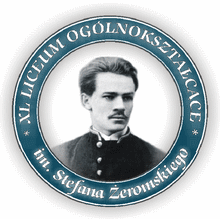
Logo szkoły

XL Liceum Ogólnokształcące z Oddziałami Dwujęzycznymi im. Stefana Żeromskiego – dwujęzyczne liceum ogólnokształcące w Warszawie.

## Historia

### Powstanie szkoły
XL Liceum Ogólnokształcące powstało w 1952 roku i początkowo dzieliło budynek przy ulicy Żytniej, wraz ze szkołą podstawową nr 166.
Uroczystość nadania szkole imienia Stefana Żeromskiego, na której była obecna jego córka Monika Żeromska, odbyła się w 1959 roku. W 1964 roku szkoła została przymusowo przeniesiona z ulicy Żytniej.

### Kalendarium wydarzeń
- 1952 – powstanie 11-letniej szkoły ogólnokształcącej przy ul. Żytniej 40
- 1959 – nadanie szkole imienia Stefana Żeromskiego
- 1964 – podział szkoły – klasy 1–7 zostają przyłączone do szkoły podstawowej nr 166, która przejmuje cały budynek przy ul. Żytniej 40, część licealna zachowuje nr 40
- 8 grudnia 1964 – przeprowadzka liceum na ulicę Platynową
- 1984–1985 – udział delegacji liceum w odsłonięciu popiersia Stefana Żeromskiego, z okazji 120 rocznicy urodzin pisarza
- 1995 – jako pierwsza szkoła w Polsce, przy współpracy z Wojewódzkim Szpitalem Chirurgii Urazowej przy ulicy Barskiej, podjęła ogólny program „Szkoła Promocji Zdrowia” w Województwie Mazowieckim
- 22 lutego 2007 – przyjęcie projektu uchwały Rady m. st. Warszawy w sprawie zmiany nazwy liceum na XL Liceum Ogólnokształcące z Oddziałami Dwujęzycznymi im. Stefana Żeromskiego z mocą obowiązującą od 1 września 2007 roku

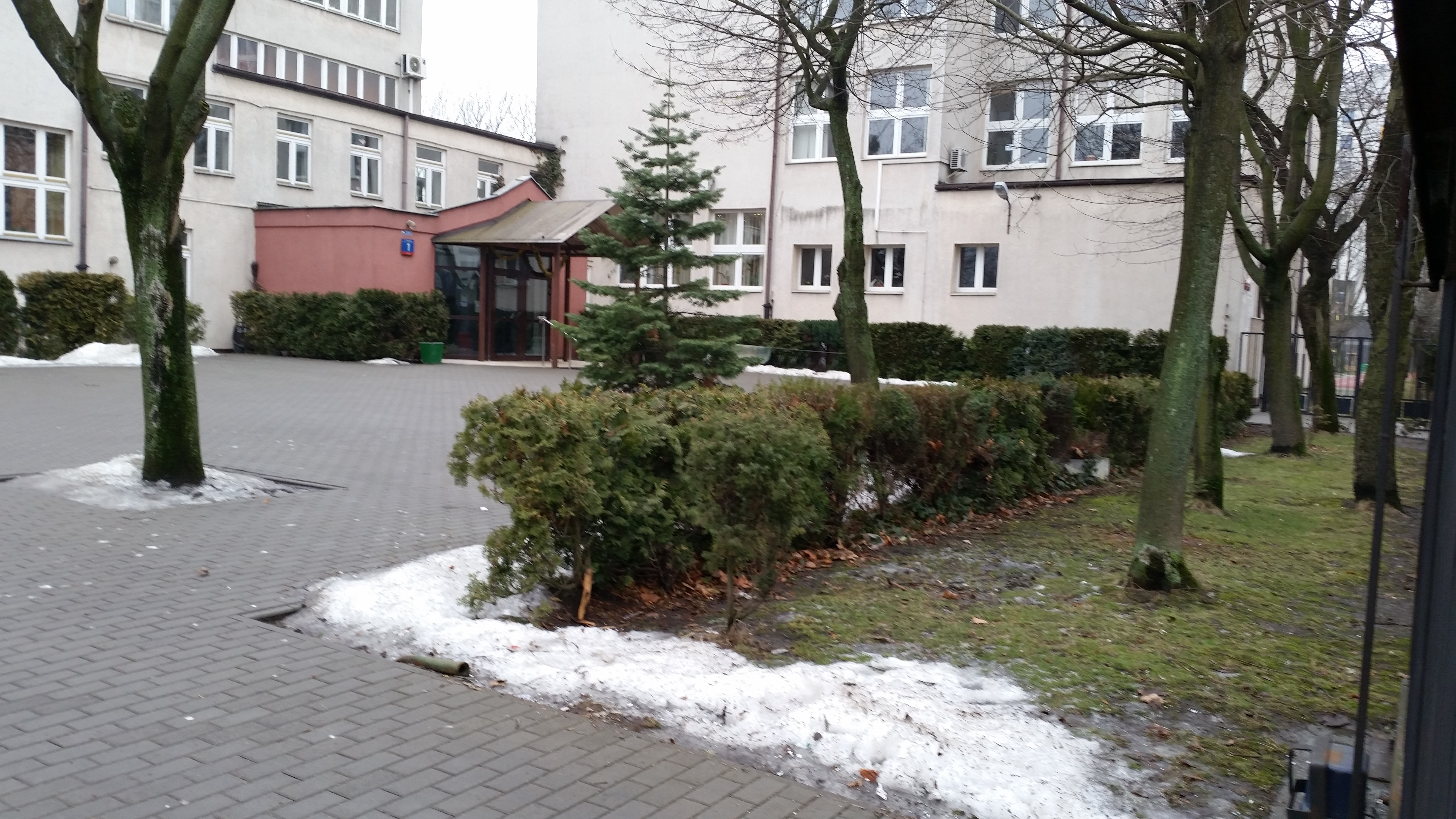
Wejście do szkoły

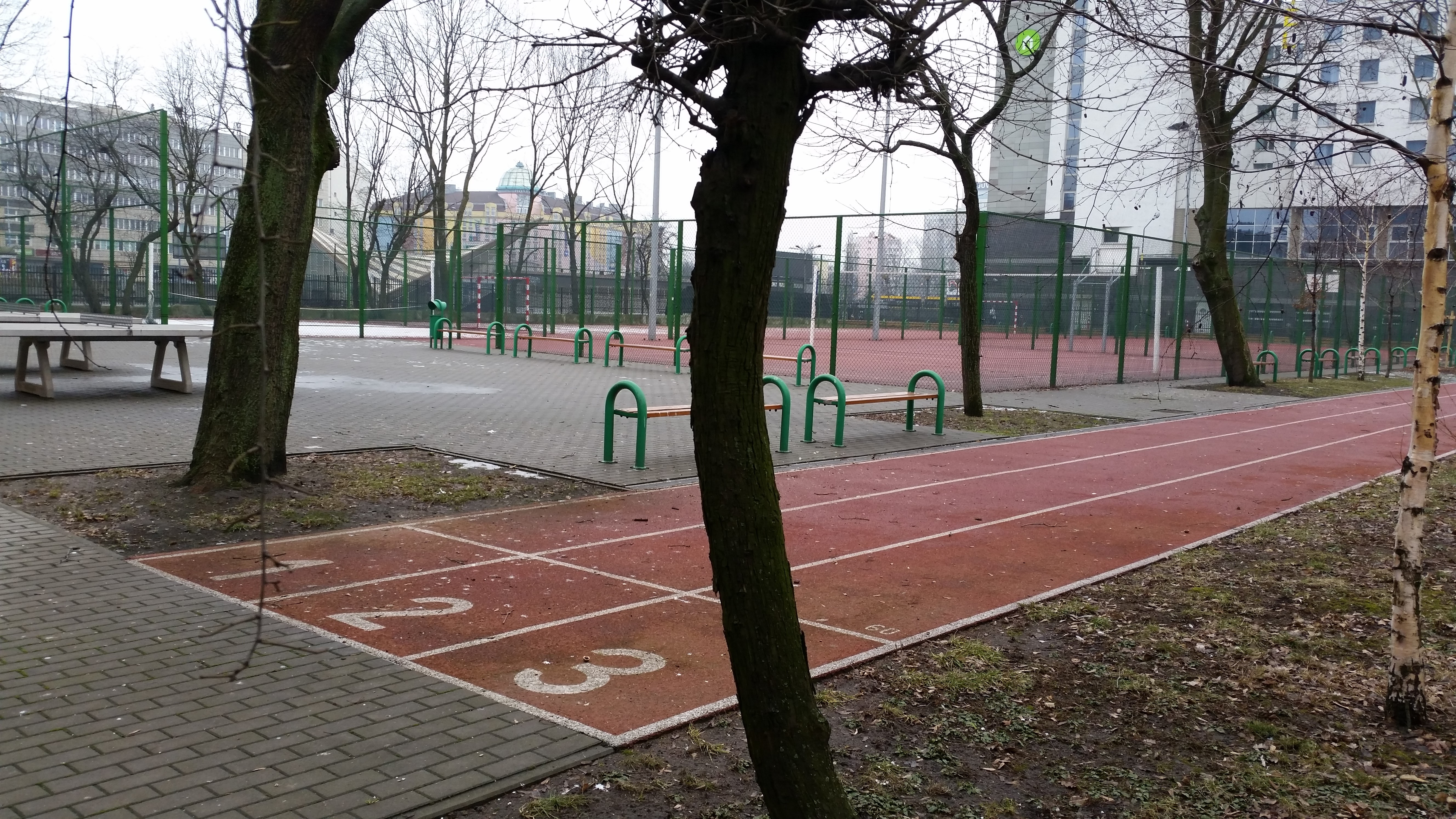
Boisko szkolne – widok w stronę placu Zawiszy

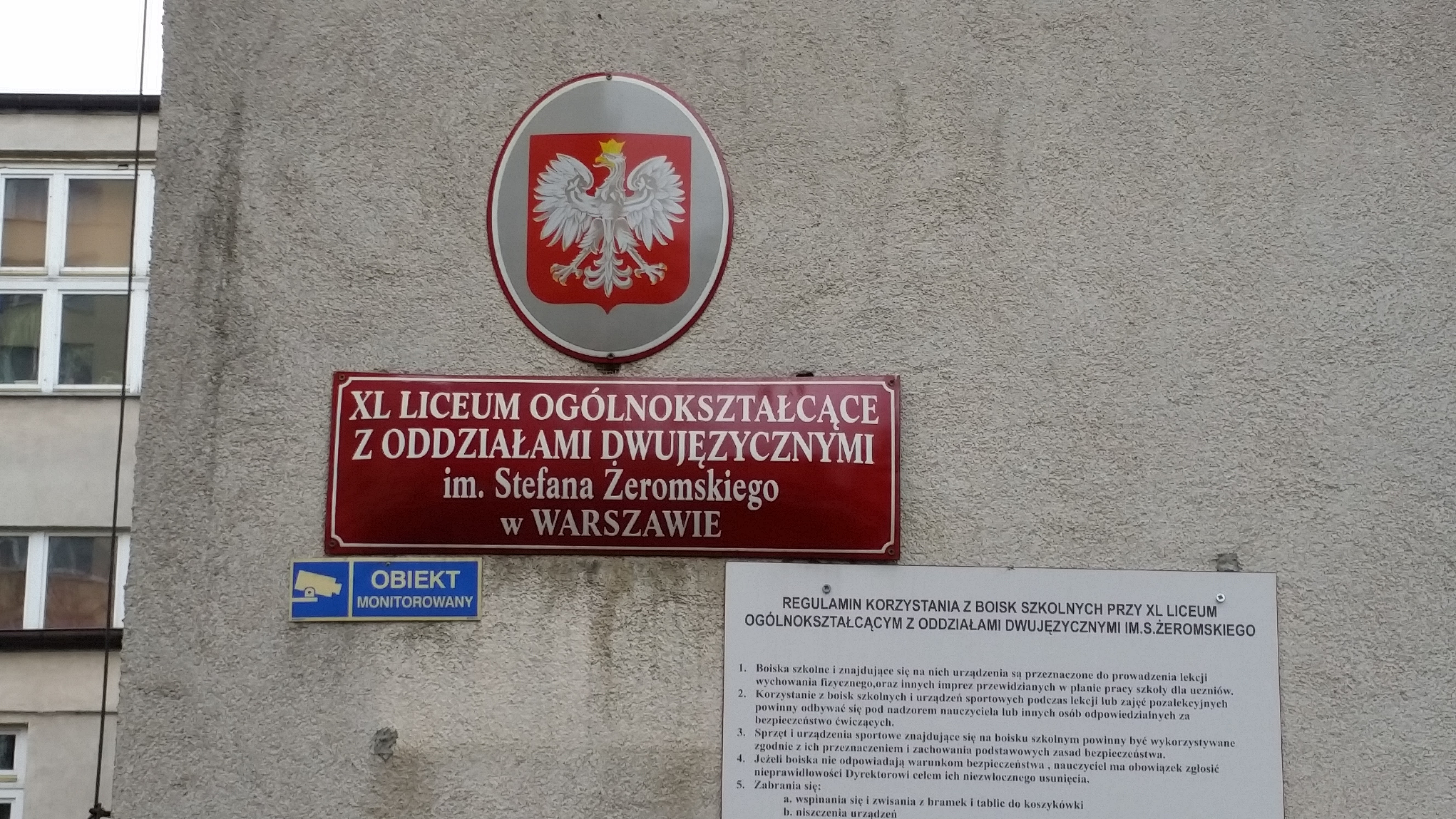
Tablica urzędowa z godłem RP przed wejściem do szkoły

## Miejsce w rankingach
Miejsca zajęte przez szkołę w kolejnych latach według Rankingu Liceów czasopisma Perspektywy:
| Rok  | Miejsce w rankingu | Miejsce w rankingu | Miejsce w rankingu | Miejsce w rankingu | Miejsce w rankingu |
| Rok  | warszawskim        | mazowieckim        | ogólnopolskim      | maturalnym         | olimpijskim        |
| ---- | ------------------ | ------------------ | ------------------ | ------------------ | ------------------ |
| 2024 | 11                 | 12                 | 30                 | 24                 | 102                |
| 2023 | 16                 | 17                 | 43                 | 34                 | poza               |
| 2022 | 14                 | 14                 | 40                 | 35                 | 71                 |
| 2021 | 15                 | 17                 | 40                 | 37                 | 180                |
| 2020 | 12                 | 14                 | 34                 | 24                 | poza               |
| 2019 | 13                 | 14                 | 36                 | 25                 | poza               |
| 2018 | 19                 | 22                 | 60                 | 49                 | poza               |
| 2017 | 14                 | 15                 | 38                 | 30                 | poza               |
| 2016 | 16                 | 17                 | 46                 | 39                 | poza               |
| 2015 | 17                 | 18                 | 40                 | 32                 | poza               |
| 2014 | 22                 | 24                 | 69                 | 68                 | 92                 |
| 2013 | 18                 | 19                 | 60                 | 35                 | poza               |
| 2012 | 15                 | 16                 | 62                 | 30                 | poza               |
| 2011 | 14                 | 21                 | 84                 | 56                 | bd.                |
| 2010 | 19                 | bd.                | bd.                | nd.                | bd.                |
| 2009 | 18                 | bd.                | bd.                | nd.                | bd.                |
| 2008 | 24                 | bd.                | bd.                | nd.                | bd.                |
| 2007 | 19                 | bd.                | bd.                | nd.                | bd.                |
| 2006 | 13                 | bd.                | bd.                | nd.                | bd.                |
| 2005 | 20                 | bd.                | bd.                | nd.                | bd.                |
| 2004 | 37                 | bd.                | bd.                | nd.                | bd.                |
| 2003 | 18                 | bd.                | bd.                | nd.                | bd.                |
| 2002 | 34                 | bd.                | bd.                | nd.                | bd.                |

bd. – brak danych.
nd. – nie dotyczy, tzn. w tych latach nie prowadzono jeszcze takiego rankingu.
poza – poza rankingiem 200 (lub 150, w zależności od roku) szkół olimpijskich z najlepszymi wynikami z olimpiad przedmiotowych.

## Absolwenci (m.in.)
- Edwin Bendyk – dziennikarz, publicysta
- Jan Buchwald – reżyser teatralny
- Kinga Gajewska – posłanka na Sejm VIII kadencji
- Eliza Grochowiecka – piosenkarka
- Anna Karwan – piosenkarka
- Mariusz Kazana – dyrektor protokołu dyplomatycznego MSZ
- Jacek Komuda – pisarz, historyk
- Jerzy Michaluk – producent filmowy (m.in. Ogniem i mieczem)[83]
- Antoni Pawlicki – aktor
- Paulina Przybysz – wokalistka
- Małgorzata Socha – aktorka
- Andrzej Wrona – siatkarz

## Inne informacje
Szkoła była organizatorem ogólnopolskiego konkursu matematycznego MATMIX.